# St. Louis Stars 1971
Questa pagina raccoglie i dati riguardanti i St. Louis Stars nelle competizioni ufficiali della stagione 1971.

## Stagione
La squadra, affidata a George Meyer, rimane caratterizzata da una forte presenza di giocatori statunitensi , provenienti soprattutto dal Missouri, in contrasto con le altre franchigie della NASL. Presenti in rosa vi sono solo cinque giocatori europei, tre polacchi e due jugoslavi. Il campionato è privo di soddisfazioni e nonostante il cambio di allenatore, la squadra affidata al polacco Casey Frankiewicz, nelle vesti di allenatore-giocatore, chiuse il torneo al quarto ed ultimo posto della Northern Division. Giocatore più presente e miglior marcatore stagionale, con quattordici reti, fu lo stesso Frankiewicz.

## Organigramma societario
Area direttiva
Area tecnica
- Allenatore: George Meyer, Casey Frankiewicz

## Rosa
| N. |                        | Ruolo | Calciatore          |
| -- | ---------------------- | ----- | ------------------- |
| 0  | Stati Uniti (bandiera) | P     | Bert Uhlander       |
| 1  | Stati Uniti (bandiera) | P     | Orest Banach        |
| 1  | Stati Uniti (bandiera) | P     | Joe Right           |
| 2  | Jugoslavia (bandiera)  | D     | Milonja Kaličanin   |
| 3  | Stati Uniti (bandiera) | C     | Carl Gentile        |
| 4  | Stati Uniti (bandiera) | C     | Chris Werstein      |
| 5  | Polonia (bandiera)     | D     | Joachim Pierzyna    |
| 6  | Stati Uniti (bandiera) | A     | Paul Pisani         |
| 6  | Polonia (bandiera)     | D     | Włodzimierz Śpiewak |
| 7  | Stati Uniti (bandiera) | A     | Larry Hausmann      |
| 8  | Stati Uniti (bandiera) | C     | Pat McBride         |
| 9  | Stati Uniti (bandiera) | A     | Jim Leeker          |
| 10 | Stati Uniti (bandiera) | A     | Willy Roy           |

| N. |                        | Ruolo | Calciatore        |
| -- | ---------------------- | ----- | ----------------- |
| 11 | Polonia (bandiera)     | A     | Casey Frankiewicz |
| 12 | Stati Uniti (bandiera) | A     | Tom Bokern        |
| 13 | Stati Uniti (bandiera) | D     | Darrell Smith     |
| 14 | Stati Uniti (bandiera) | D     | Ed Neusel         |
| 15 | Stati Uniti (bandiera) | D     | Steve Frank       |
| 16 | Stati Uniti (bandiera) | D     | Gary Rensing      |
| 17 | Jugoslavia (bandiera)  | C     | Dragan Popović    |
| 18 | Stati Uniti (bandiera) | C     | John Pisani       |
| 19 | Stati Uniti (bandiera) | A     | Jack Galmiche     |
| 20 | Stati Uniti (bandiera) | A     | Gene Geimer       |
| 23 | Messico (bandiera)     | A     | Josè Gonzales     |
|    | Stati Uniti (bandiera) | P     | Joe Baum          |
|    | Stati Uniti (bandiera) | A     | John Mueller      |